# Eric Keenleyside
Eric Keenleyside (St. Stephen, Nuevo Brunswick, 11 de octubre de 1957) es un actor canadiense de cine y televisión.

## Carrera
Nació en St. Stephen, Nuevo Brunswick y se crio en London, Ontario. Se graduó en actuación en la Universidad de Windsor (Ontario, Canadá) en 1980. Ha vivido y trabajado en Toronto, Los Ángeles y Vancouver.
A mediados de la década de 1990 apareció en series como Street Justice, Hawkeye, Madison, Highlander: The Series y Titanic. En 1999 apareció en la comedia de Guy Ferland Delivered. Apareció en un episodio de The King of Queens en 2000. En 2006 hizo parte del reparto de la serie Murder on Pleasant Drive. En 2007 interpretó a Robert Doherty en la serie de corta duración Traveler y en 2010 a Bob Overton en la serie Hellcats. En 2013 protagonizó la cinta de acción The Package junto con "Stone Cold" Steve Austin y Dolph Lundgren. También encarnó a Maurice, padre de Belle, en la popular serie de la ABC Once Upon a Time.
Reside en Tsawwassen, Columbia Británica, con su esposa Peg y sus dos hijos.